# Championnat d'Europe de la montagne 2023
Navigation
2022 2024
Le Championnat d'Europe de la montagne 2023 est la soixante-quatrième édition du championnat d'Europe de la montagne, une compétition automobile de course de côte organisée par la Fédération internationale de l'automobile (FIA). Elle débute le 16 avril 2024 et se termine le 17 septembre 2023.

## Calendrier
| N° | Date         | Course                                | Lieu               | Pays     | Vainqueur                     |
| -- | ------------ | ------------------------------------- | ------------------ | -------- | ----------------------------- |
| 1  | 16 avril     | Saint Jean du Gard - Col Saint Pierre | Saint-Jean-du-Gard | France   | Christian Merli - Osella FA30 |
| 2  | 30 avril     | Rechbergrenn                          | Rechberg           | Autriche | Christian Merli - Osella FA30 |
| 3  | 7 mai        | Subida al Fito                        | Parres             | Espagne  | Christian Merli - Osella FA30 |
| 4  | 21 mai       | Rampa Internacional da Falperra       | Braga              | Portugal | Christian Merli - Osella FA30 |
| 5  | 4 juin       | Ecce Homo Sternberk                   | Šternberk          | Tchéquie | Christian Merli - Osella FA30 |
| 6  | 18 juin      | Coppa Paolino Teodori                 | Ascoli Piceno      | Italie   | Christian Merli - Osella FA30 |
| 7  | 9 juillet    | Limanowa                              | Limanowa           | Pologne  | Christian Merli - Osella FA30 |
| 8  | 20 août      | 78e Saint-Ursanne - Les Rangiers      | Saint-Ursanne      | Suisse   | Christian Merli - Osella FA30 |
| 9  | 3 septembre  | GHD Petrol Ilirska Bistrica           | Ilirska Bistrica   | Slovénie | Christian Merli - Osella FA30 |
| 10 | 17 septembre | Buzetski Dani                         | Buzet              | Croatie  | Christian Merli - Osella FA30 |

## Classement
Les seuls les huit meilleurs résultats sont pris en compte dans le classement final.

### Catégorie II (voiture de course)
| Pos. | Pilote                   | Voiture      | Groupe   | Drapeau de la France | Drapeau de l'Autriche | Drapeau de l'Espagne | Drapeau du Portugal | Drapeau de la Tchéquie | Drapeau de la Pologne | Drapeau de l'Italie |     | Drapeau de la Slovénie | Drapeau de la Croatie | Points |
| ---- | ------------------------ | ------------ | -------- | -------------------- | --------------------- | -------------------- | ------------------- | ---------------------- | --------------------- | ------------------- | --- | ---------------------- | --------------------- | ------ |
| 1    | Christian Merli          | Osella FA30  | D/E2-SS  | (25)                 | (25)                  | 25                   | 25                  | 25                     | 25                    | 25                  | 25  | 25                     | 25                    | 200    |
| 2    | Joseba Iraola Lanzagorta | Nova NP01    | CN/E2-SC | 25                   | (18)                  | 25                   | 18                  | 18                     | 25                    | -                   | 25  | 25                     | 18                    | 179    |
| 3    | Petr Trnka               | Norma M20 FC | CN/E2-SC | 18                   | 25                    | 18                   | 25                  | 25                     | -                     | 25                  | (0) | 18                     | 25                    | 179    |

### Catégorie I (voiture de tourisme)
| Pos. | Pilote           | Voiture                 | Groupe | Drapeau de la France | Drapeau de l'Autriche | Drapeau de l'Espagne | Drapeau du Portugal | Drapeau de la Tchéquie | Drapeau de la Pologne | Drapeau de l'Italie |    | Drapeau de la Slovénie | Drapeau de la Croatie | Points |
| ---- | ---------------- | ----------------------- | ------ | -------------------- | --------------------- | -------------------- | ------------------- | ---------------------- | --------------------- | ------------------- | -- | ---------------------- | --------------------- | ------ |
| 1    | Igor Stefanovski | Hyundai i30N TCR        | 3      | 25                   | (18)                  | 25                   | 25                  | 25                     | (18)                  | 18                  | 25 | 25                     | 25                    | 193    |
| 2    | Nicolas Werver   | Porsche 997 GT3R        | 2      | 25                   | (0)                   | 25                   | 25                  | (15)                   | 25                    | 18                  | 25 | 18                     | 25                    | 186    |
| 3    | Maciej Serafin   | Mitsubishi Lancer Evo X | 4      | 18                   | -                     | 12.5                 | 12.5                | 25                     | 25                    | 25                  | 18 | (0)                    | 25                    | 161    |